# Rathaus Lichtenberg (Oberfranken)

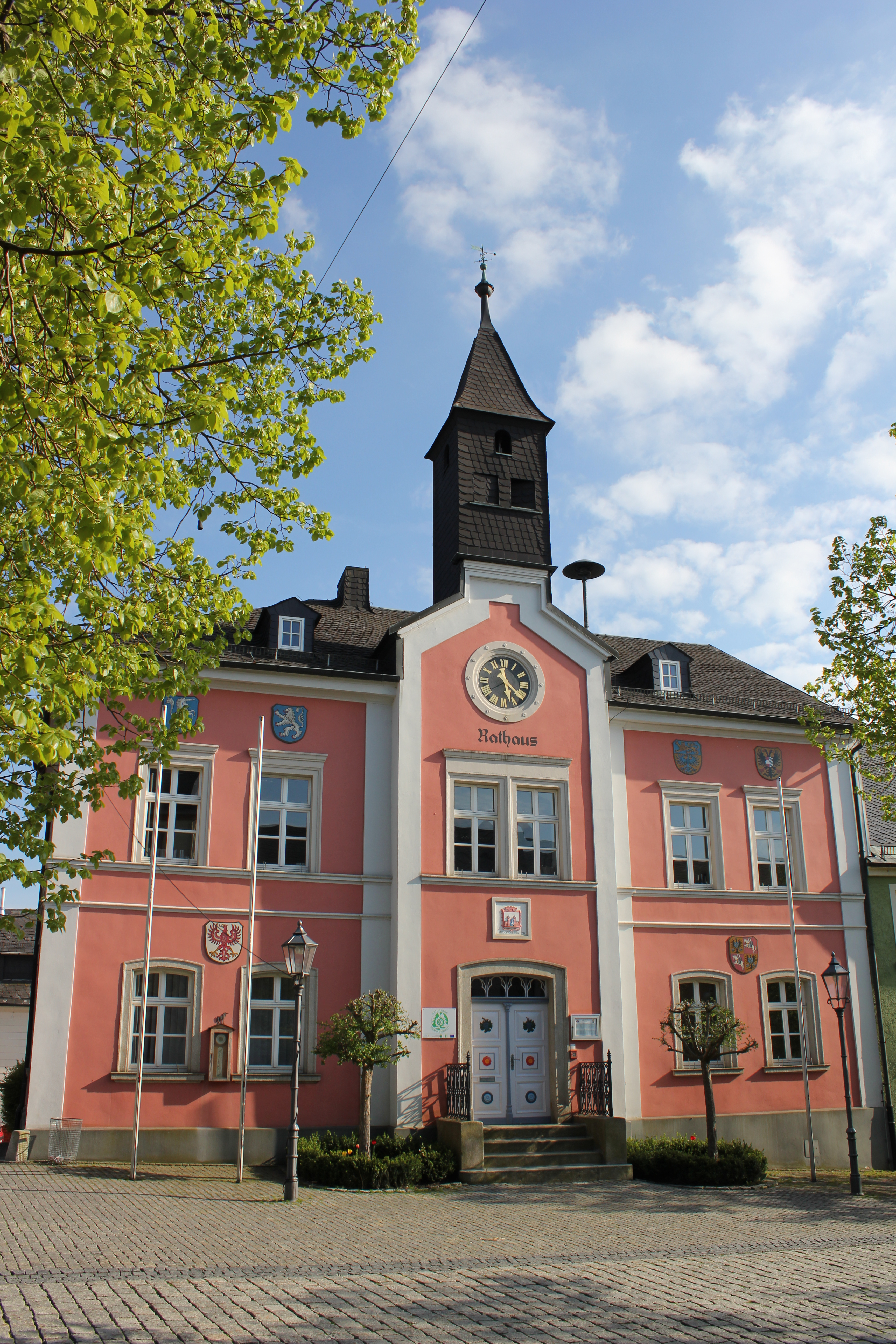
Rathaus in Lichtenberg

Das Rathaus in Lichtenberg, einer Stadt im oberfränkischen Landkreis Hof in Bayern, wurde 1870 errichtet. Das Rathaus am Marktplatz 16 ist ein geschütztes Baudenkmal. 
Der zweigeschossige Walmdachbau mit Mittelrisalit hat ein Türmchen über dem Risalit, das von einem Zeltdach mit Dachknauf bekrönt wird. Alle Fenster und das Portal sind mit Sandsteinrahmungen versehen. Die Mittelachse schmückt ein Wappen der Gemeinde und als oberer Abschluss eine Uhr.